# Enter Air
Enter Air er et flyselskab fra Polen. Selskabet blev etableret i 2009, beskæftiger sig primært med ferie- og charterflyvninger